# Bifertenstock
Bifertenstock (rätoromanska:Piz Durschin) är ett berg i Schweiz.  Det ligger på gränsen mellan kantonerna Glarus och Graubünden i den östra delen av landet. Toppen på Bifertenstock är 3 418 meter över havet.
Trakten runt Bifertenstock består i huvudsak av kala bergstoppar och isformationer.